# Koellensteinia graminea
Koellensteinia graminea là một loài thực vật có hoa trong họ Lan. Loài này được (Lindl.) Rchb.f. mô tả khoa học đầu tiên năm 1856.

## Hình ảnh

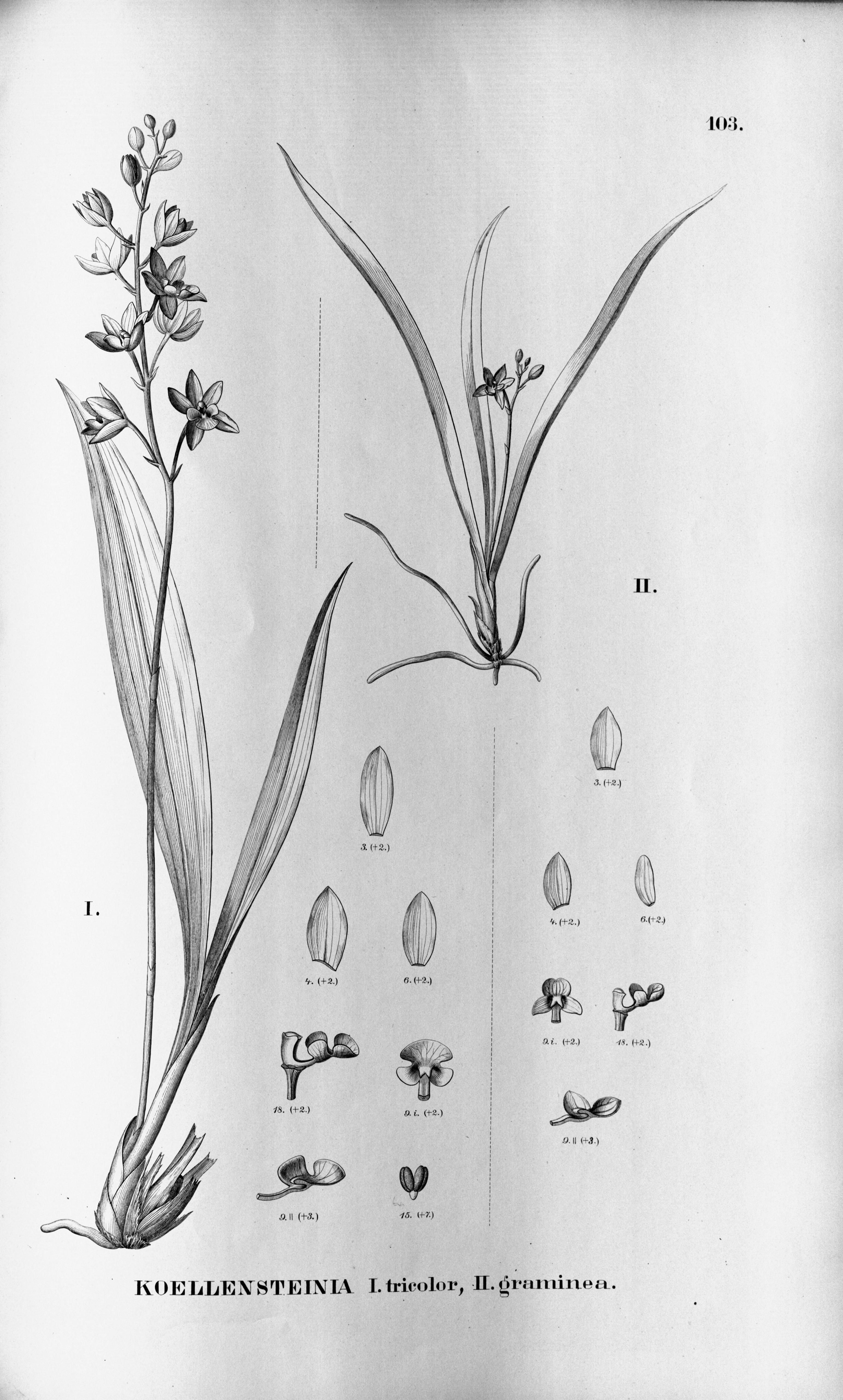